# Anders Trentemøller
Anders Trentemøller és un disc jockey i compositor de música electrònica danès, de la ciutat de Copenhaguen. Va debutar juntament amb DJ TOM (DJ Tom Von Rosen). El seu Essential Mix va ser votat Essential Mix of the Year en 2006 per part dels oïdors de la BBC Radio 1.

## Discografia
- “The Singles Collection” (2005)
- “The Last Resort” (2006)
- “The Trentemøller Chronicles” (2007)
- “Live in Concert EP - Roskilde Festival 2007” (2008)
- “Into the Great Wide Yonder” (2010)